# Raketeskadrille 533
|  | Denne artikel er oprettet af botten Steenthbot ud fra en ekstern database. Den kan derfor have sproglige fejl eller mangler. Denne skabelon kan fjernes efter kontrol af indholdet. |

Raketeskadrille 533 er en dansk dokumentarfilm fra 1970 instrueret af Erik Frohn Nielsen efter eget manuskript.

## Handling
Filmen handler om, hvordan NIKE-raketforsvaret virker, og hvordan hverdagslivet former sig på en raketeksadrille. Endvidere belyses nogen af de uddannelsesmuligheder, der tilbydes de frivillige i Flyvevåbnet.